# کنجی آکابانه
کنجی آکابانه (انگلیسی: Kenji Akabane؛ زادهٔ ۳۱ اکتبر ۱۹۸۴) صداپیشه، و بازیگر اهل ژاپن است.